# 斯迪克·哈吉·肉孜
斯迪克·哈吉·肉孜（20世纪？—）中国新疆维吾尔自治区克孜勒苏柯尔克孜自治州阿图什市阿扎克乡麦依村人，原新疆某大学副教授，东突独立运动人士。

## 生平
上中学时，斯迪克家境不错，斯迪克本人不大爱说话，学习成绩一般。后来，斯迪克任新疆某大学副教授。第一任妻子买合木沙是师范学院教师，生有几名子女，后因政治问题主动提出与斯迪克离婚。1981年，与热比娅·卡德尔结婚，并育有5名子女。热比娅自此迁居乌鲁木齐，经商致富。她和斯迪克曾一起到土耳其拜会了艾沙。斯迪克曾因长期从事东突分裂活动而被逮捕入狱。1996年，斯迪克前往美国。到美国后，和“美国维吾尔协会”取得了联系，并且在美国拓展生存空间。
1998年“两会”期间，王乐泉向媒体表示，热比娅因欠国家银行数千万人民币的债务，其丈夫斯迪克又在境外从事危害国家安全的活动，热比娅对此未明确表态，故第八届全国政协委员热比娅未被推选为第九届全国政协委员。1999年8月13日，热比娅因向海外提供情报，被中国公安机关逮捕。2000年，热比娅因犯为境外非法提供秘密罪，被判处有期徒刑8年。2005年热比娅出狱赴美国保外就医，与斯迪克会合。